# D. P. O’Connell
Daniel Patrick O’Connell (* 7. Juli 1924 in Auckland; † 8. Juni 1979 in Oxford) war ein neuseeländischer Jurist, der insbesondere durch seine Veröffentlichungen im Bereich des Völkerrechts bekannt wurde. Er wirkte von 1962 bis 1972 als Professor an der University of Adelaide und anschließend bis zu seinem Tod als Chichele-Professor für Völkerrecht an der University of Oxford.

## Leben
D. P. O’Connell wurde 1924 in Auckland geboren und erwarb nach einem Studium an der dortigen Universität 1948 einen Abschluss als Master of Laws (LL.M.) sowie fünf Jahre später als Bachelor of Arts (B.A.). Anschließend unterrichtete er an der Universität in den Fächern Geschichte und Recht. Nach seiner Anwaltszulassung in Neuseeland im Jahr 1947 erhielt er zwei Jahre später ein Stipendium für ein Studium am Trinity College der University of Cambridge, an dem er 1951 unter der Betreuung von Hersch Lauterpacht im Bereich des Völkerrechts promovierte. Sein spezielles Interesse galt der Rechtsnachfolge von Staaten.
Nach einer kurzen Tätigkeit als Rechtsanwalt in privater Praxis wurde er 1953 Dozent sowie neun Jahre später Professor für internationales Recht an der University of Adelaide. Sein unter dem Titel „International Law“ 1965 erstmals veröffentlichtes Lehrbuch des Völkerrechts galt zur damaligen Zeit als wichtigstes Werk in diesem Bereich neben dem von Lassa Oppenheim begründeten „International Law: A Treatise“. Im Jahr 1972 wurde er als Nachfolger von Humphrey Waldock Chichele-Professor für Völkerrecht an der University of Oxford. Hier veröffentlichte er mit „The International Law of the Sea“, das 1982 und damit nach seinem Tod erschien, sein zweites wichtiges Werk.
Im Jahr 1967 wurde er zum Mitglied des Institut de Droit international und 1971 zum Mitglied der Australischen Akademie der Gesellschaftswissenschaften ernannt. Daniel O’Connell war praktizierender Katholik, 1968 veröffentlichte er aus historischem Interesse eine monografische Abhandlung über den französischen Kardinal Richelieu. Zusammen mit seiner Frau, mit der er seit 1957 verheiratet war, hatte er zwei Töchter und drei Söhne. Er starb 1979 in Oxford kurze Zeit nach der operativen Behandlung einer Zwerchfellhernie an einem Durchbruch der Speiseröhre.

## Werke (Auswahl)
- International Law. Zwei Bände. London 1965
- State Succession in Municipal Law and International Law. Cambridge 1967
- Richelieu. London 1968
  - Richelieu. Kardinal, Staatsmann, Revolutionär. Heyne, München 1978, ISBN 978-3-453-55046-9
- The Influence of Law on Sea Power. Manchester 1975
- The International Law of the Sea. Zwei Bände. Oxford 1982